# Escut de Tolima

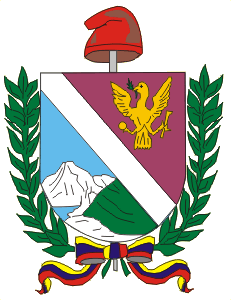
Escut de Tolima

L'escut del departament de Tolima fou adoptat per la llei de 7 de desembre de 1815 per les càmares unides de la Província de Mariquita, sancionada pel pròcer José León Armero, governador i comandant general. El 1861 l'escut fou adoptat per l'estat sobirà de Tolima, per decret de 12 d'abril, signat pel general Tomas Cipriano Mosquera, segons consta en el registre oficial número 12 del7 de setembre de 1861.